# Vuk D. Karadžić

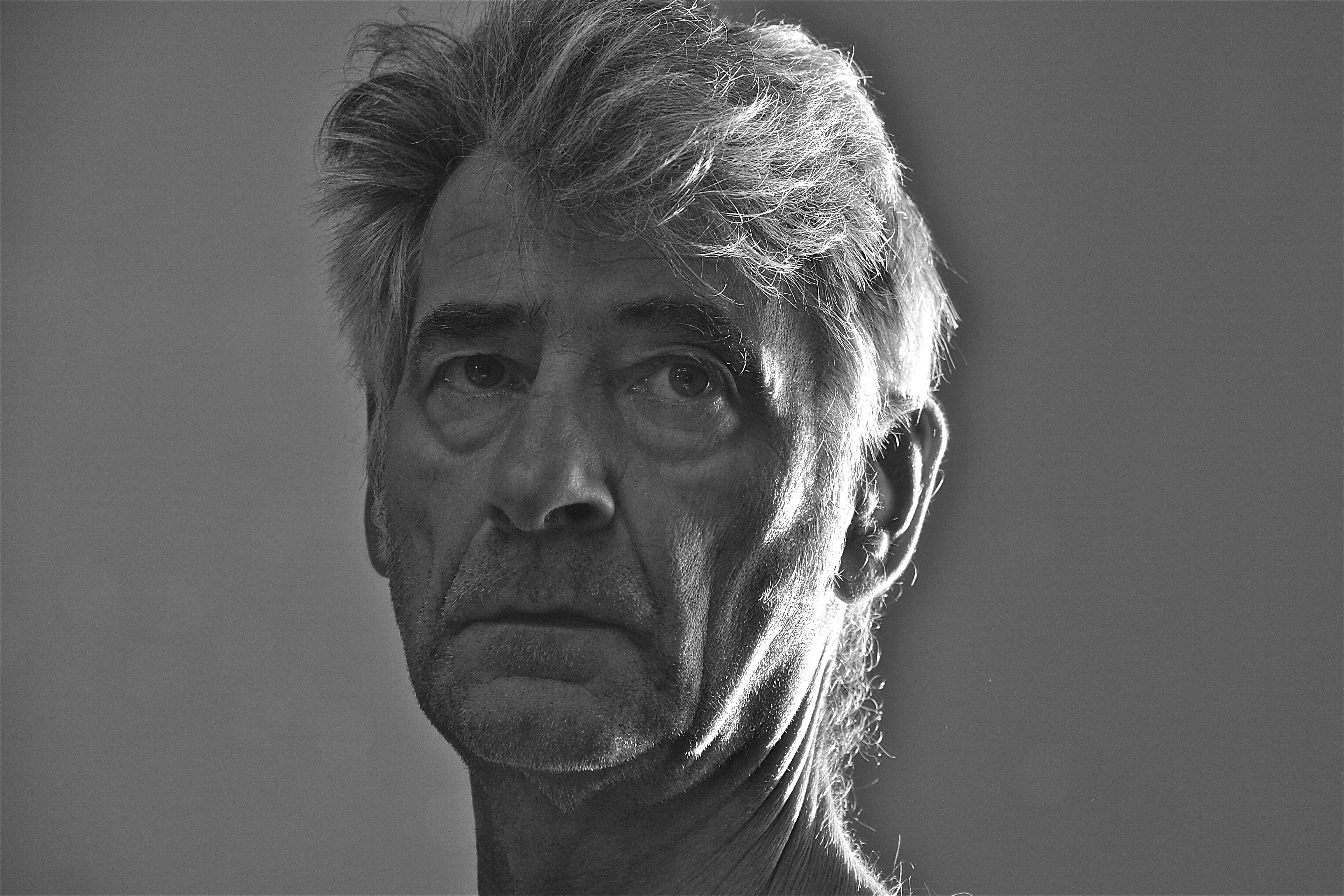
Vuk D. Karadžić (Selbstporträt)

Vuk D. Karadžić (* 12. Februar 1948 in Berlin als Wolf-Dieter Karadžić) ist ein deutscher Fotokünstler.

## Leben
Karadžić wuchs in Berlin auf. Der Vater stammte aus Belgrad, seine Mutter aus Breslau. Er begann 1962 autodidaktisch zu fotografieren. Im Jahre 1973 hatte er seine erste Einzelausstellung in Berlin. Von 1975 bis 1979 betrieb er mit Max Werner Kattner und Günter Binkel die Galerie „Trockenpresse“, die zu den ersten zwei Galerien für künstlerische Fotografie in Berlin gehörte. Erstmals in Berlin wurden dort Arbeiten von Robert Doisneau, Édouard Boubat, Jill Freedman und Arthur Tress und anderen gezeigt. Ab 1995 hatte Karadžić eigene Ausstellungen im In- und Ausland. Karadžić lebt und arbeitet in Berlin.

## Werk und Stil
Zwei Genres kennzeichnen Karadžićs Hauptwerk: Die Landschaft und das Porträt. Bewusst wählt Karadžić für seine Landschaften vertraute, allgemein bekannte Orte, denen er durch die Wahl der Perspektive und des Lichtes etwas Rätselhaftes gibt. Seine Landschaften zeigen komplexe Bezüge zu Gemälden der deutschen Romantik, an denen sie sich aber stark reiben, oder zu Filmen von Andrei Tarkowski und David Lynch mit ihrer teils beklemmenden und unheimlichen Stimmung. „Mit banalen Elementen hat Karadžić Kompositionen von rätselhafter Anziehungskraft geschaffen.“ (Stuart Pigott, Begleittext zur Ausstellung „Brandenburg“, Galerie Waschhaus Potsdam, 2001).
Karadžić fertigt seine Porträts nur im Freien an und sucht dafür unwirtliche Orte auf. Es sind Porträts, „die auf eine sehr eigenwillige Weise charakterisierend und ambivalent zugleich sind.“ (Andreas Krase, Einführungstext zur Ausstellung „Der andere Blick“ im Schloss Hinterglauchau, 2009). In der Serie „Persona“ porträtierte Karadžić Schaufensterpuppen in der gleichen Art wie Menschen und verwischt mit seinen Arbeiten die Grenzen zwischen Mensch und Puppe.
Für den Zyklus „live“ machte Karadžić Schnappschüsse am TV-Bildschirm während laufender Live-Sendungen (Talk-Shows, Sport- und Nachrichtensendungen). Damit „entlarvt Karadžić den Realismus, der dem TV Geschehen zugebilligt wird, als Illusion … Was im Fernsehen auftritt sind keine Menschen mehr, sondern ihre durch das Medium monströs deformierten Doppelgänger.“ Für die Serie „Second Hand News“ extrahierte Karadžić aus zurückliegenden Nachrichtensendungen irritierende Stills.
Mit der Serie „Lebensmittel“ erzeugte Karadžić durch ungewöhnliche Blickwinkel und Lichtsetzung Analogien zum menschlichen Körper. Gleichzeitig lassen die Arbeiten Raum für viele andere Assoziationen.
In den Zyklen „architectura 1-3“ und „Sakrale Räume“ greift Karadžić ebenso wie in früheren Werkgruppen mit seinen gezielten Detailaufnahmen immer wieder die Erstarrung unserer Sehgewohnheiten an.

## Ausstellungen (Auswahl)
- 1998 „Health and Safety“, mit Augusto Alvez da Silva, Galerie Annexed, London
- 2004 „Heilige Kunst 2004. Lebensspuren“, Künstlerhaus Ulm und Diözesanmuseum, Rottenburg-Stuttgart
- 2008 „Fotografien von Vuk D. Karadžić und Skulpturen von Birgit Knappe“, Galerie der Moderne Berlin
- 2021/2022 „Die möblierte Landschaft“, Galerie der Moderne Berlin

### Einzelausstellungen (Auswahl)
- 1973 Kunstamt Berlin-Kreuzberg
- 1976 „Landschaften“, Galerie "Trockenpresse", Berlin
- 2001 „Brandenburg“, Waschhaus, Potsdam
- 2004 Installation „Tabula Rasa“, Petruskirche, Berlin
- 2005 Retrospektive „Home“, Nationalmuseum Breslau, Polen
- 2009 „Der andere Blick“, Museum und Kunstsammlung Schloss Hinterglauchau
- 2011 „live“, Galerie Petra Rietz, Berlin
- 2018 „Porträtfotos von Vuk D. Karadžić“, Kirche Panitzsch, Borsdorf bei Leipzig, 18. Februar bis 21. Mai 2018[5]